# معركة إزيوم
كانت معركة إزيوم اشتباك عسكري بين روسيا وأوكرانيا حدث كجزء من هجوم شمال شرق أوكرانيا خلال الغزو الروسي لأوكرانيا في مارس 2022 للسيطرة على مدينة إزيوم. نظرًا لأهمية المدينة كنقطة نقل، أراد الجيش الروسي الاستيلاء عليها حتى تتمكن قواته في خاركيف أوبلاست من الارتباط بقواتها في منطقة الدونباس.

## المعركة
بدأت بعض الهجمات الروسية على إزيوم اعتبارًا من 28 فبراير 2022، مع استمرار الضربات الصاروخية من قبل الجيش الروسي في 3 مارس. قُتل ثمانية مدنيين في 3 مارس، وتعرض المستشفى المركزي في المدينة لأضرار جسيمة حسبما ورد. وفي اليوم التالي تقدمت القوات الروسية باتجاه المدينة ووصلت إلى أطرافها الشمالية.
في مساء يوم 7 مارس، أفادت وسائل الإعلام الروسية على الإنترنت أن القوات الروسية قد استولت على المدينة، وهو ادعاء لم يتم تأكيده رسميًا. في اليوم التالي، اندلع القتال بين القوات الروسية والأوكرانية للسيطرة على المدينة،  وتم صد القوات الروسية في النهاية. بين 9 و10 مارس، تم إجلاء 2250 مدنيًا من إزيوم،  بينما واصلت القوات الروسية التقدم ببطء نحو المدينة.
في 12 مارس، استولت القوات الروسية على الجزء الشمالي من المدينة. في اليوم التالي، حقق الجيش الروسي مزيدًا من التقدم،  ولكن تم صده، وفقًا للجيش الأوكراني.
في 17 مارس، ورد أن القوات الروسية استولت على إزيوم،  على الرغم من استمرار القتال.
بين 19 و20 مارس، تم صد محاولة روسية جديدة للاستيلاء على مركز المدينة. أثناء القتال، حاولت القوات الهندسية الروسية إنشاء جسر عائم فوق نهر دونتس،  لتجاوز جسرين للمركبات دمرتهما القوات الأوكرانية جزئيًا في محاولة لوقف التقدم الروسي. في نهاية المطاف، تمكنت القوات الروسية من تشييد جسرين عائمين وعبرت الدبابات الروسية النهر لتطويق الجزء الذي تسيطر عليه أوكرانيا من إزيوم. خلال هذا الوقت، في 22 مارس، قامت القوات الأوكرانية بمحاولة هجوم مضاد لاستعادة السيطرة على المدينة.
في 24 مارس، أعلن الجيش الروسي أنه سيطر بشكل كامل على إزيوم،  وهو الأمر الذي نفته أوكرانيا التي ذكرت أن القتال لا يزال مستمراً. وبحسب مسؤول محلي، كانت القوات الروسية تسيطر على الجزء الشمالي من البلدة، بينما كان الجنود الأوكرانيون في الجنوب، ويفصلهم نهر دونيتس. كما أكد أن إزيوم محاصرة وأن المدينة «دمرت بالكامل» بهذه النقطة.
في 25 مارس، ذكرت صحيفة وول ستريت جورنال أن الجيش الروسي قد استولى على إزيوم، اخترقت القوات الروسية الخطوط الأوكرانية إلى الجنوب ووصلت إلى ضواحي قريتين، حيث تم صدها، وفقًا للجيش الأوكراني.